# پاقلعه (بجنورد)
پاقلعه (بجنورد)، روستایی از توابع بخش مرکزی شهرستان بجنورد در استان خراسان شمالی ایران است. زبان مردم روستا ترکی می‌باشد

## جمعیت
این روستا در دهستان آلاداغ قرار دارد و براساس سرشماری مرکز آمار ایران در سال ۱۳۸۵، جمعیت آن ۱۱۲ نفر (۳۱خانوار) بوده‌است.